# Caloptilia fraxinella
The Ash Leaf Cone Roller Moth (Caloptilia fraxinella) là một loài bướm đêm thuộc họ Gracillariidae. Nó được tìm thấy ở Canada (Québec, Alberta, Ontario và Saskatchewan) và Hoa Kỳ (Michigan, Vermont, Ohio, Connecticut, New York và Maine).
It is considered a significant pest of horticultural ash.
Ấu trùng ăn Fraxinus species (bao gồm Fraxinus americana, Fraxinus mandshurica, Fraxinus nigra và Fraxinus pennsylvanica) và Ligustrum species. Chúng ăn lá nơi chúng làm tổ. The larvae form a typical leaf cone.